# کارشناسی عدلی
کتاب کارشناسی عدلی تألیف احمدسیر مهجور نویسنده افغان مقیم فرانسه است. مهجور در این کتاب تبارز مقوله عدالت در واقعیت جامعه جنگ زده و ستم دیده افغانستان را به شکل علمی و تحقیقی درعرصه حقوق قضایی بررسی می‌کند و طرحی برای کشف حقیقت و تحقق عدالت برای افغانستان پیشکش می‌کند.
در این کتاب، وجود کارشناسان عدلی مستقل و بیطرف یکی از پایه‌های اساسی استحکام یک سیستم قضایی و عدلی عادلانه در کشوری جنگ زده مانند افغانستان بیان شده‌است. 
این کتاب از طرف انتشارات جامعه و انستیتوت مطالعات عدلی و قضایی دانشگاه رووان فرانسه، در سال ۱۳۹۰ منتشر شد.

## نویسنده
احمدسیر مهجور دیپلوم حقوق قضایی را در رشته کارشناسی عدلی از انستیتوت عدلی و قضایی دانشگاه رووان فرانسه حاصل نموده‌است. ماستری خود را در فلسفه از دانشگاه نانتیر پاریس و فوق ماستری را در رشته جامعه‌شناسی از دانشگاه سوربن پاریس و دکتورای خود را در رشته جامعه‌شناسی سیاسی از دانشگاه رووان فرانسه به دست آورده‌است.
مهجور عضو دایمی مرکز مطالعات علوم اجتماعی در دانشگاه رووان فرانسه بوده و همچنان در دانشگاه مزبور از سال ۲۰۰۶ به این طرف؛ جامعه‌شناسی را نیز تدریس می‌کند. قابل تذکر است که قبلاً نویسنده در سال ۱۳۸۸، کتاب گروه‌های اجتماعی بسته را در عرصه جامعه‌شناسی گروه‌ها به چاپ رسانیده‌است.

## محور بحث کتاب
محور اصلی بحث مفهوم حقوقی؛ میکانیزم و پروسه قضایی کارشناسی عدلی است که از دیدگاه حقوق قضایی به‌شکل اکادیمیک مورد مطالعه و ارزیابی قرار گرفته‌است. مهجور با استفاده از منابع معتبر بین‌المللی و سال‌ها تجربه درعرصه کارشناسی عدلی در فرانسه و اندوخته‌های شخصی خودش در این زمینه؛ رهنمودی را دربخش کارشناسی عدلی برای تقویت و استحکام محاکمه عادلانه در یک کشورجنگ زده مثل افغانستان مطرح می‌کند.
به باور نویسنده یکی از زمینه‌های اساسی تحقق این مأمول، موجودیت کارشناسان عدلی مستقل، بیطرف و با کفایت در نهادهای عدلی و قضایی مملکت بوده که به کمک آنان می‌توان حقیقت را کشف و عدالت را تحقق بخشید.
این کتاب شامل ده فصل، یک مقدمه، یک پیشگفتار، دو تقریظ و یک نتیجه‌گیری است. در مقدمه این کتاب نویسنده در مورد اهمیت فوق‌العاده موضوع بحث کتاب خویش چنین می‌نگارد: «تحقق عدالت از وظایف و مکلفیت‌های اصلی هر دولت به‌شمار می‌رود، مسوولیت نافذ کردن این کار دشوار بر عهده قوه قضاییه با همکاری همه ارگان‌های ذیدخل بوده که به واسطه یک نظام سالم عدلی، متعهد و شفاف، گسترش و تبلور پیدا می‌کند. برای نیل به این هدف به برنامه‌ها، نهادها، کدر مسلکی، امکانات و ابزارموثر نیاز است تا مصداقیت و مؤثریت یک نظام عدلی سالم را طی یک پروسه عادلانه در سطح فرد و اجتماع به اثبات برساند.
به منظور حمایت حقوق شهروندان و رسیده گی به قضایای مردم بر اساس یک پروسه عادلانه و شفاف و دسترسی به حقیقت برای تحقق عدالت، بر علاوه سایر وسایل لازم یکی هم مراجعه به نظر یک کارشناس قضیه است که قضات بر علاوه سایر موارد لازم برای دانستن حقیقت می‌توانند در پرتو کارشناسی عدلی و نتایج حاصله از آن پیرامون یک قضیه مطروحه، تصمیم مناسب را اتخاذ نمایند.
این کتاب با مقدمه پوهاند گلرحمن قاضی و پوهاند غلام سخی مصئون بازمی‌گردد.